# Tysk korthåret hønsehund
|  | Dublet Denne artikel handler om det samme som Korthåret hønsehund. (Diskutér artiklen) |

Tysk korthåret hønsehund er en jagthund af gruppen af stående hunde.